# 不老園

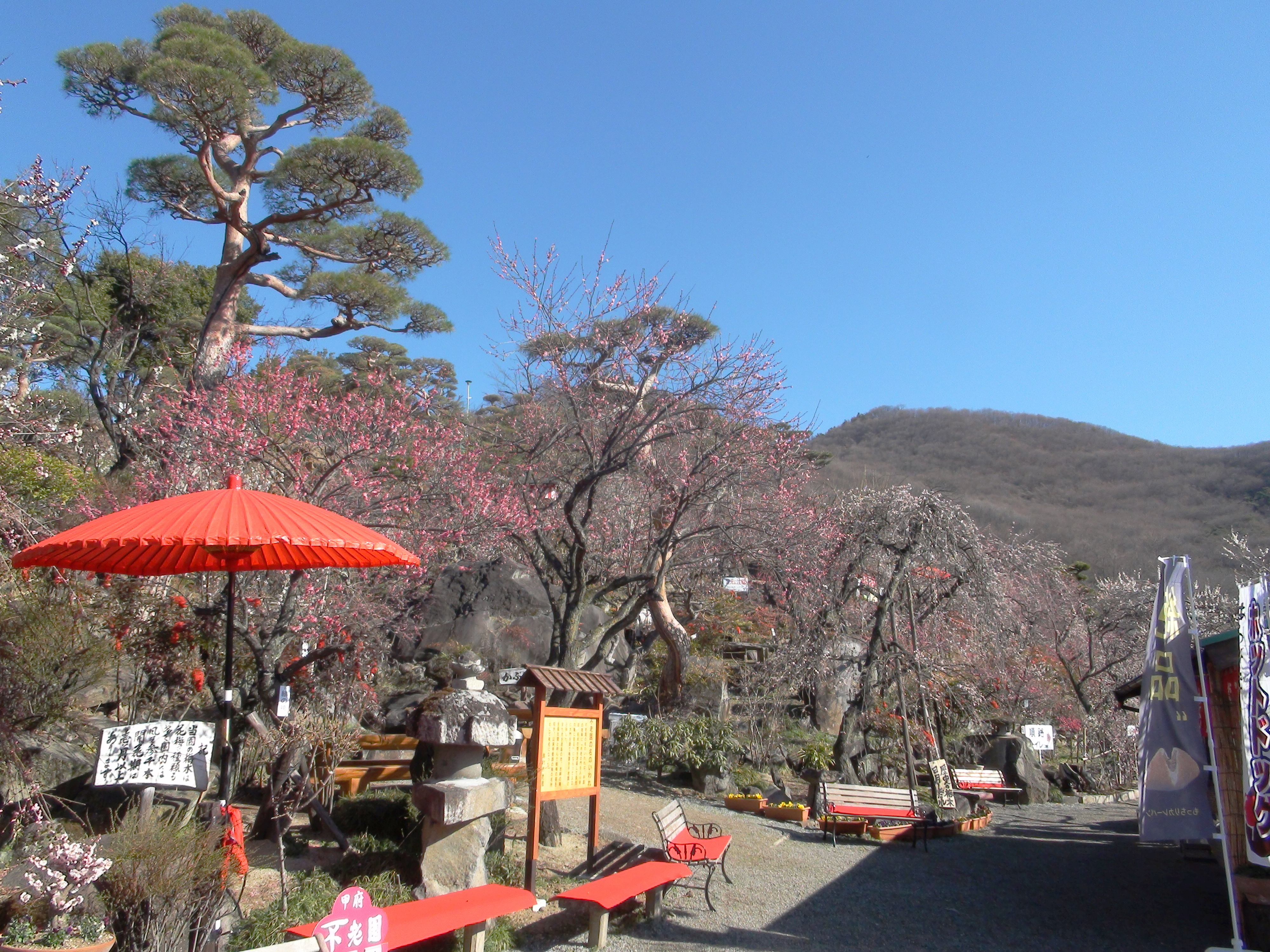
不老園（2011年3月撮影）

不老園（ふろうえん）は、山梨県甲府市酒折三丁目にある梅園である。

## 概説

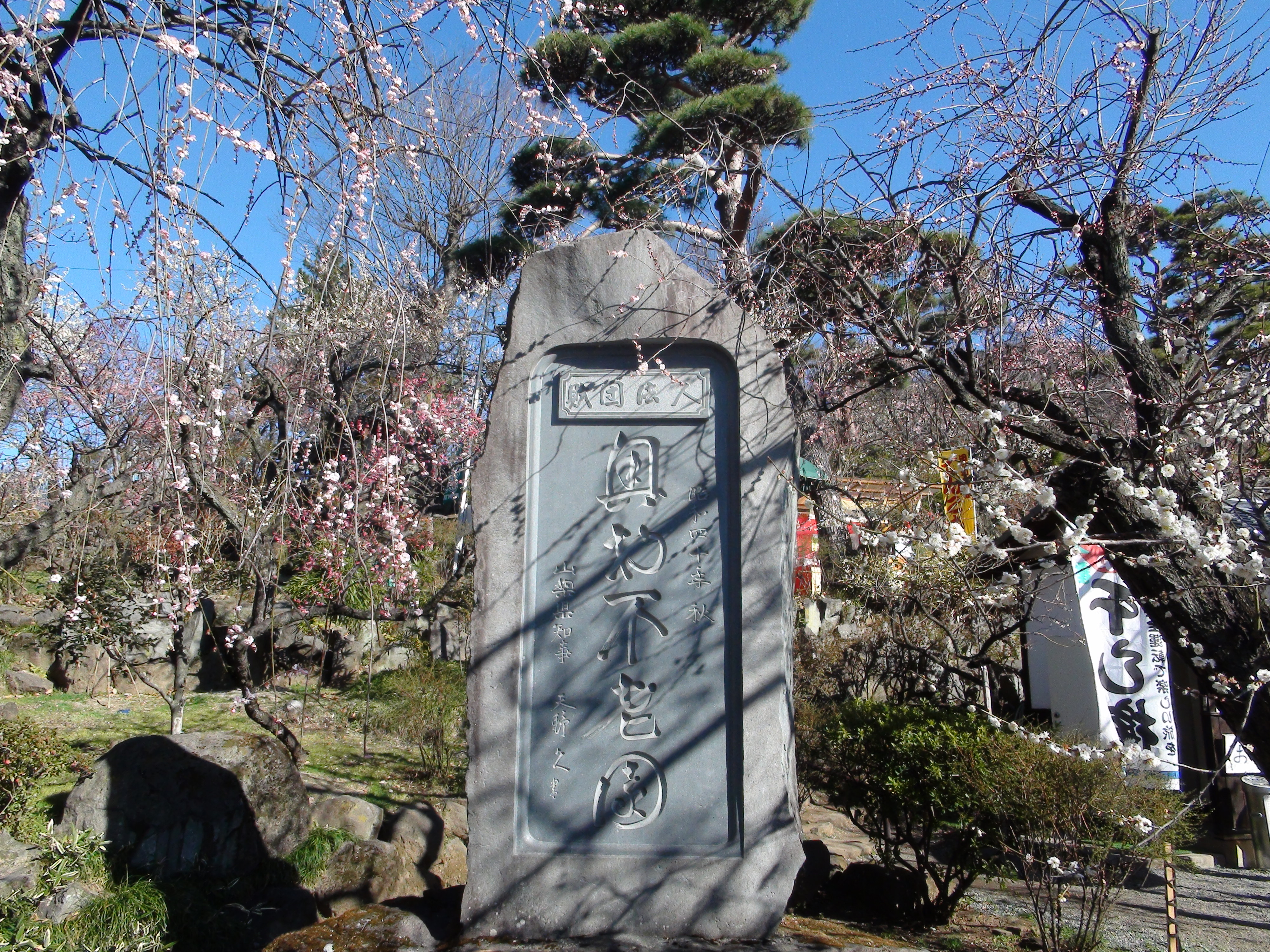
奥村不老園石碑（山梨県知事天野久筆）

甲府市の東部、甲府盆地北側山麓に位置し、広さは約5万平方メートル。奥秩父山塊から南へ伸びた尾根の先端付近に位置し、尾根を挟んだ自然の地形を活かした造りになっており、小規模ながら起伏のある梅園である。20数種約3,200本のウメ（梅）が植えられており、『甲斐路の春は不老園から始まる』と言われるほど山梨県民に親しまれている。毎年2月上旬から3月下旬の開花期間のみ公開される梅園であり、開花時期以外はクローズされている。近年では主に京浜方面からの日帰りツアー客など、開花時期には大勢の観光客で賑わい、開園期間中にはウメの盆栽展示販売や、甘酒、おでん等の売店が園内に設けられる。

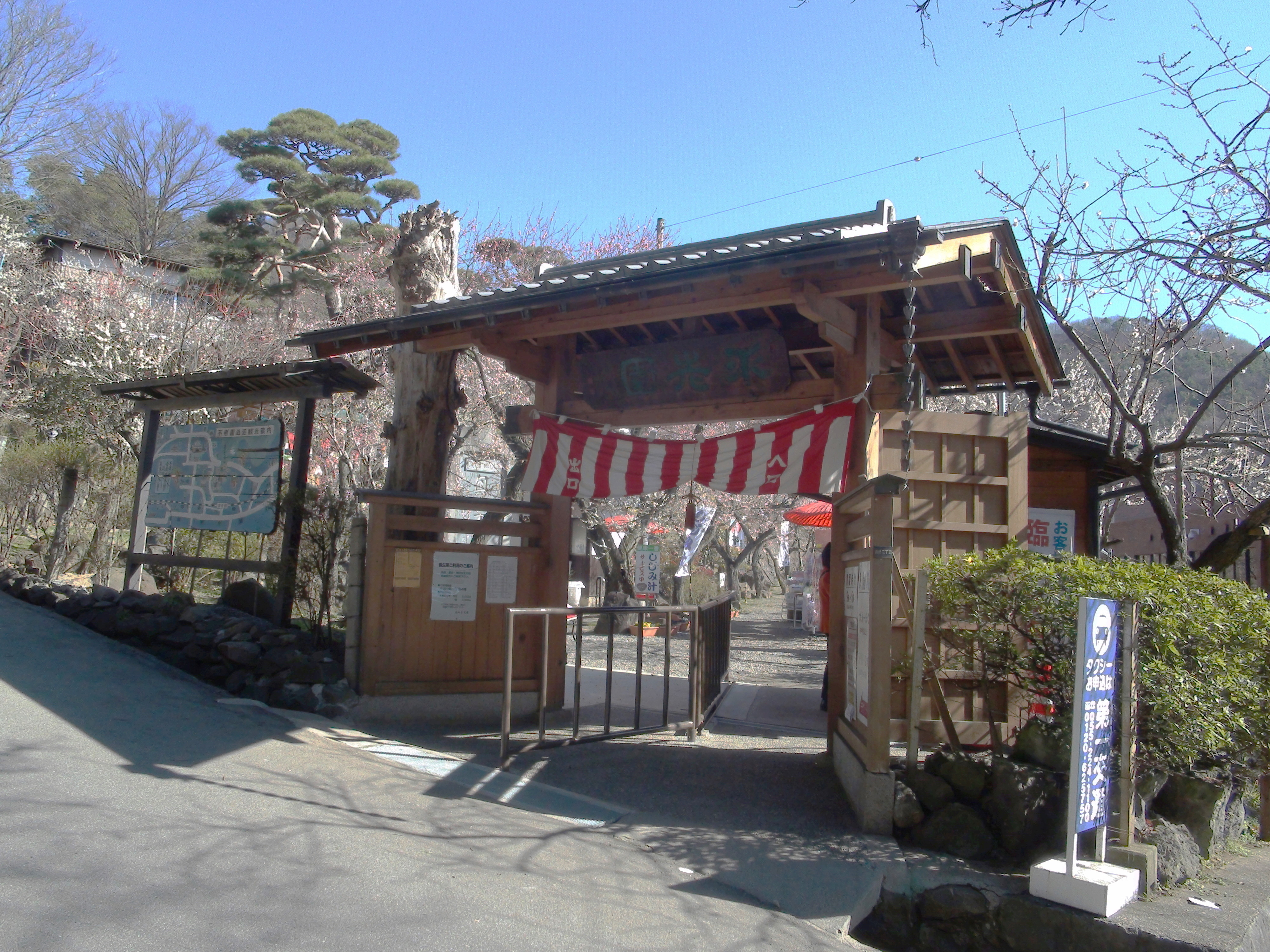
不老園入口
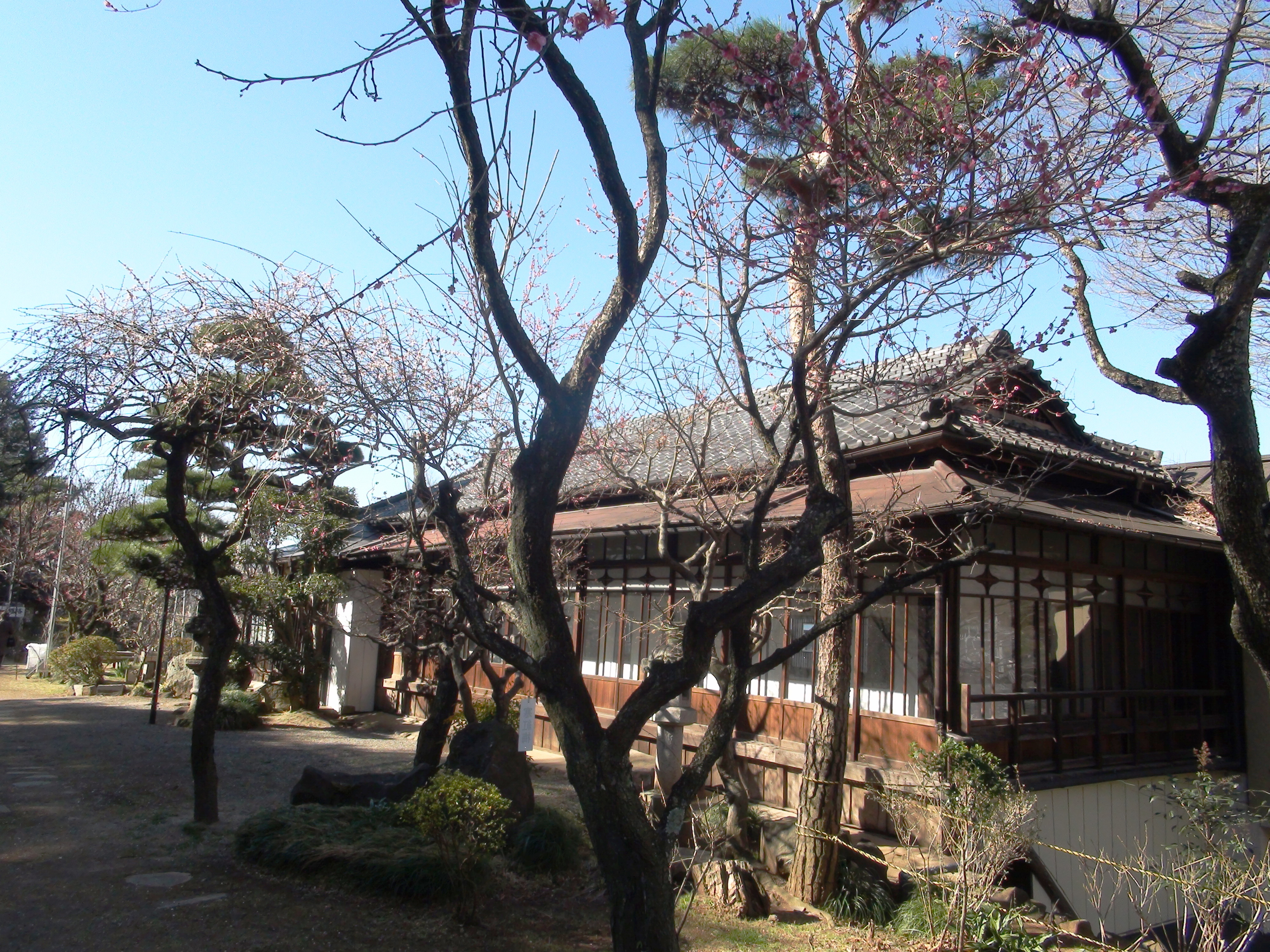
長生閣
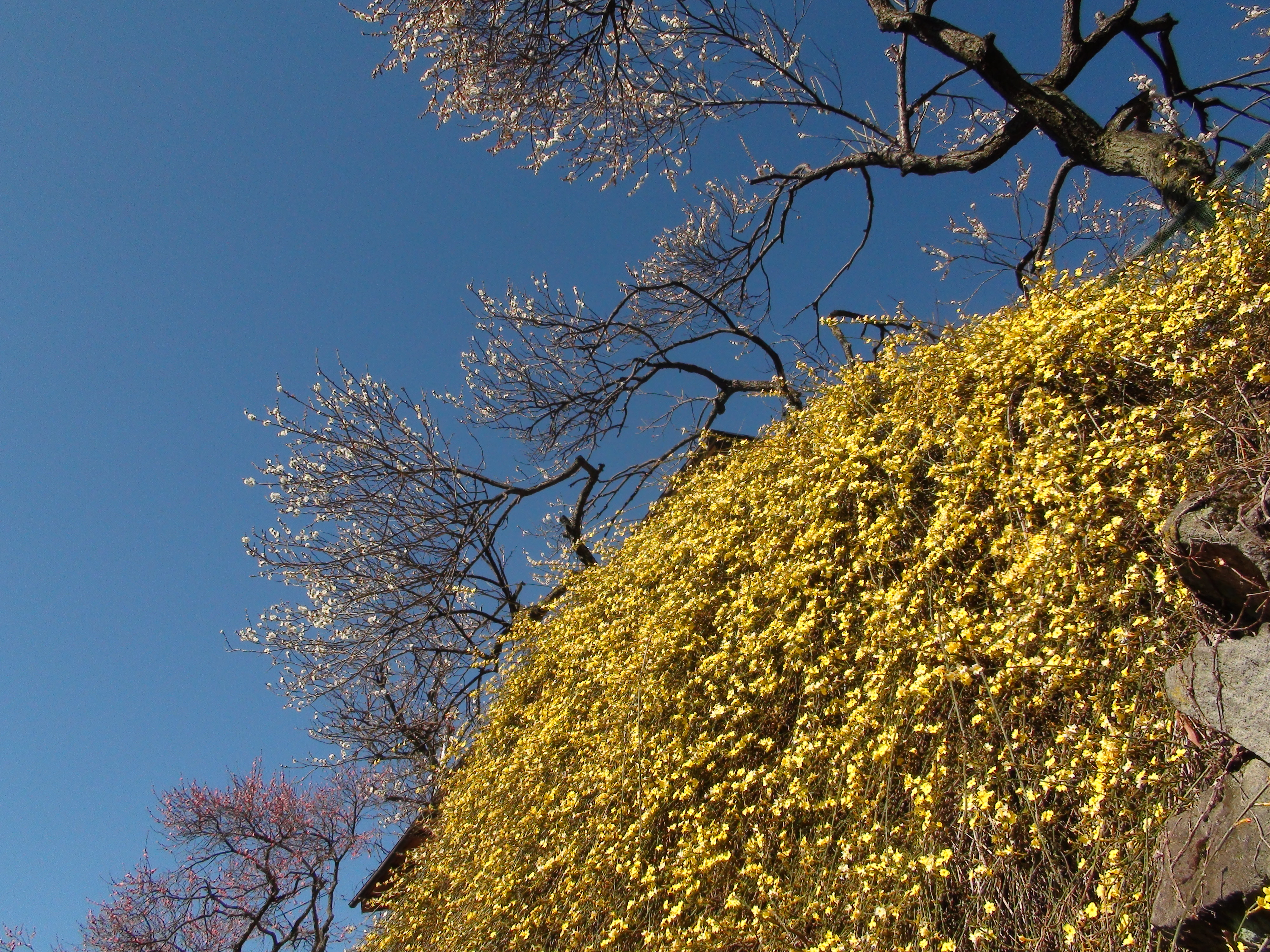
レンギョウ
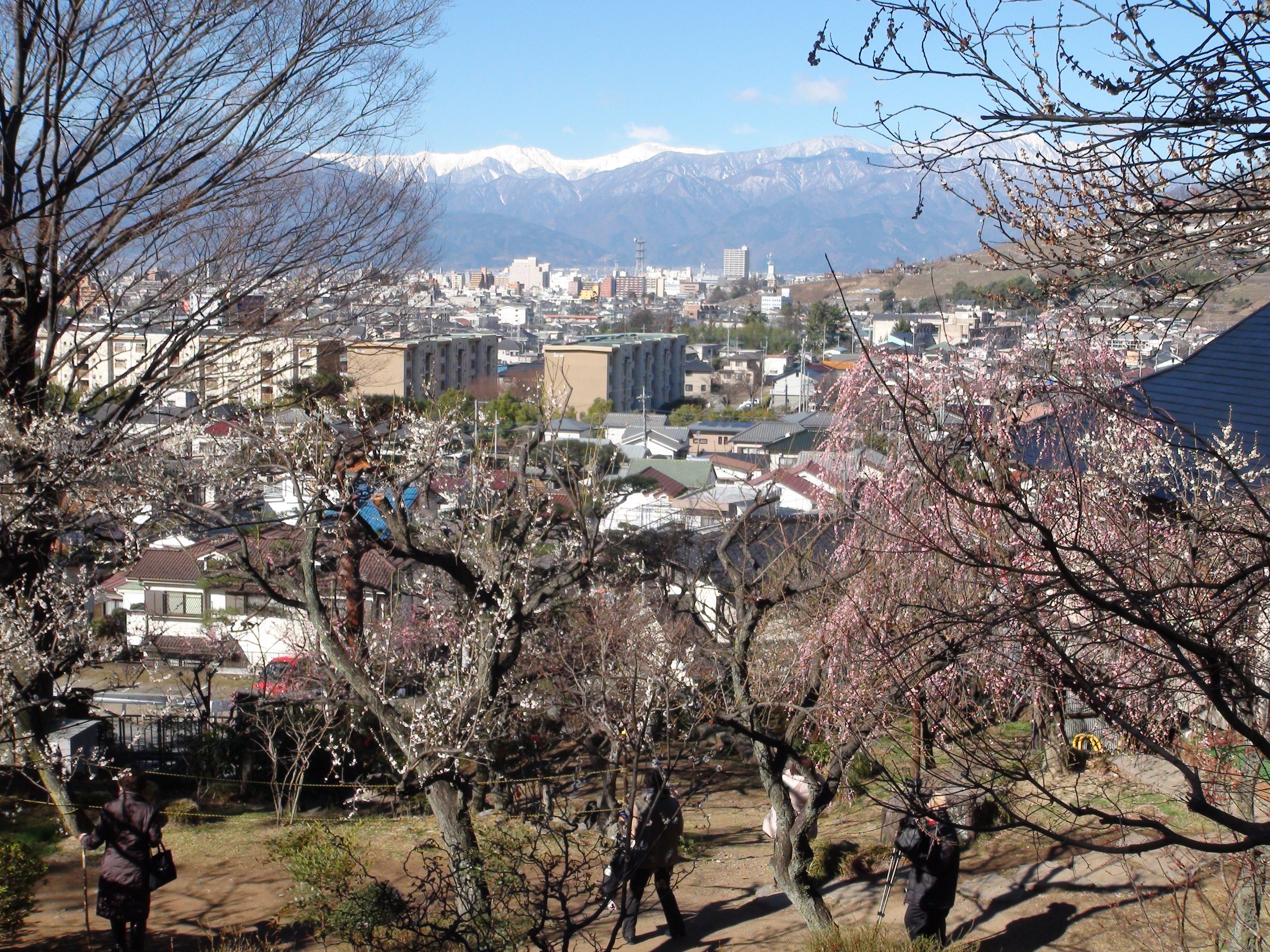
甲府市街と南アルプス
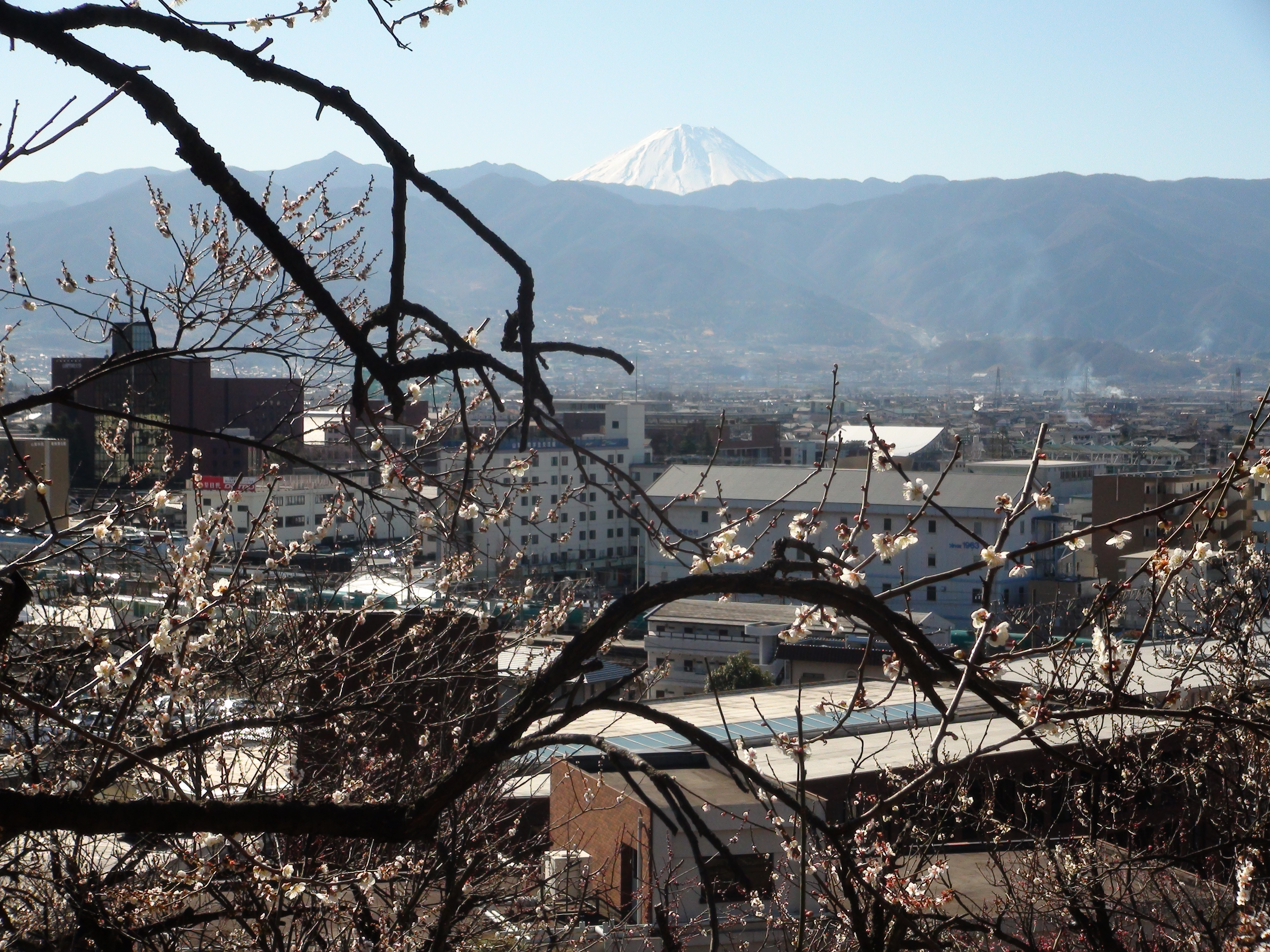
甲府市街と富士山
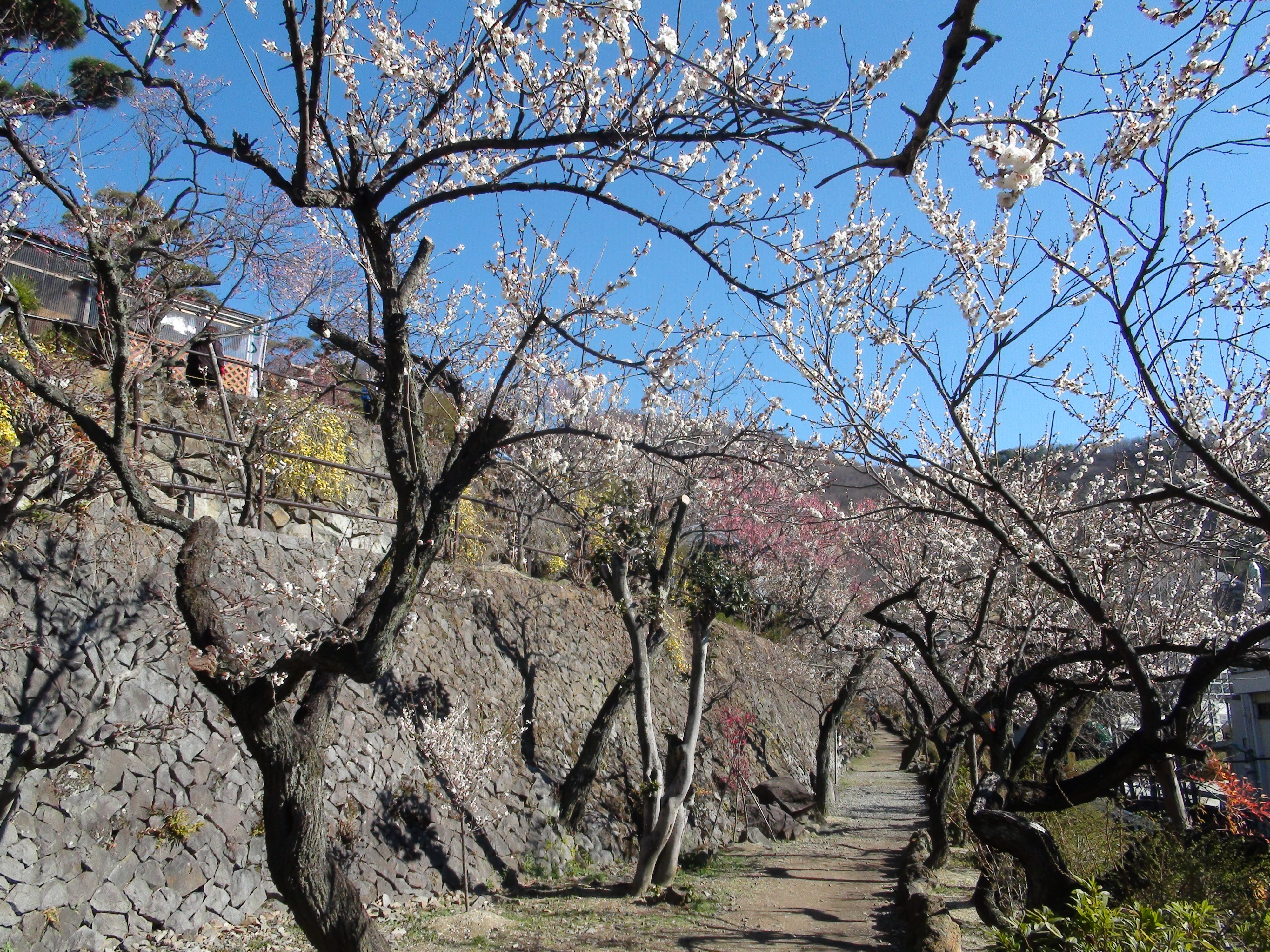
園内

## 沿革

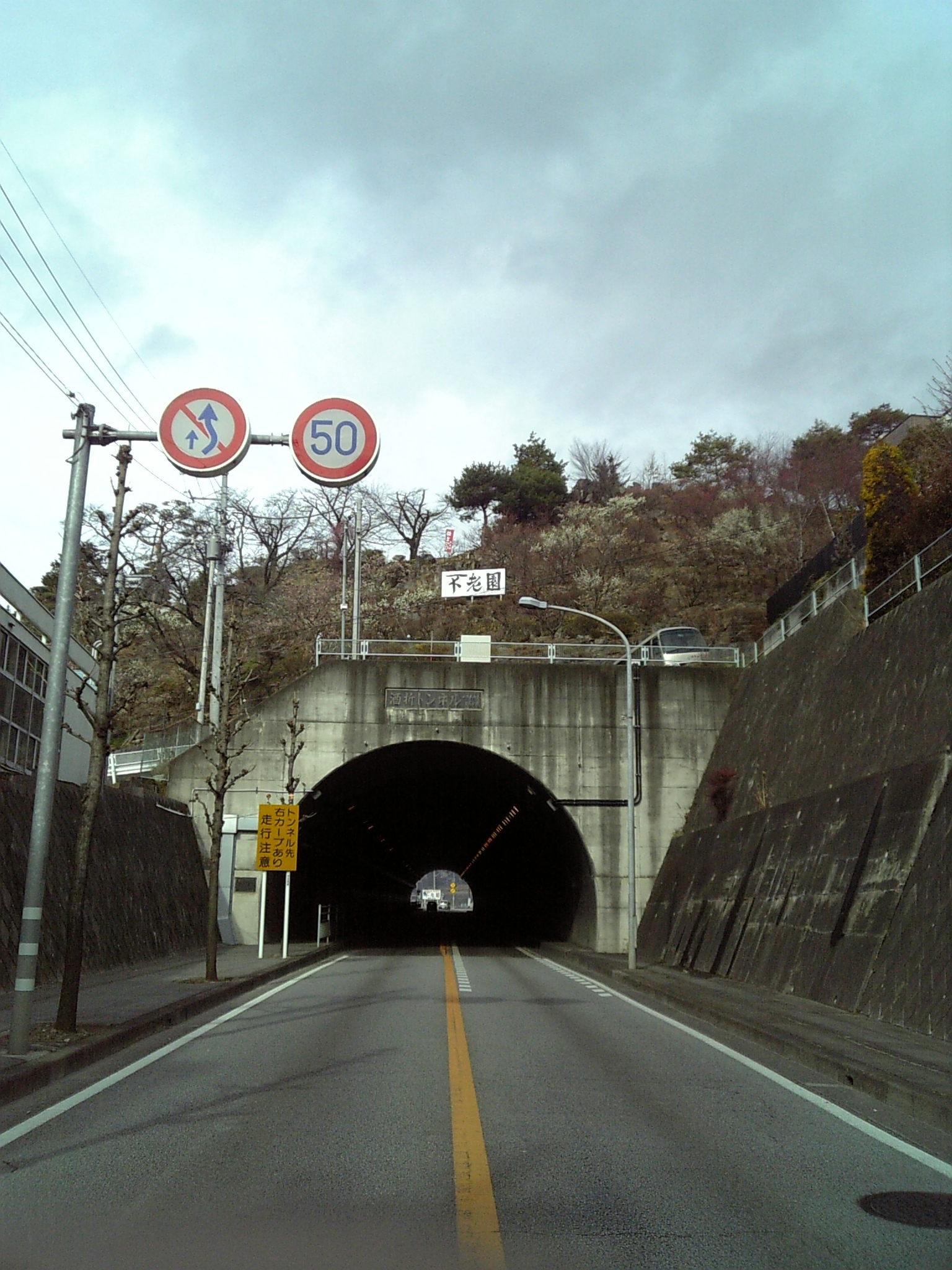
酒折トンネルと不老園（2010年2月撮影）

1897年（明治30年）、甲府市内の呉服商、七代目奥村正右衛門が別荘として開園したもので、正右衛門が全国を行脚しウメを持ち帰り植え付け、同時に桜、牡丹、南天などを植栽するなど庭造りに専念した。正右衛門の死後は5人の子息によって不老園は受け継がれたが、恒久的な維持を図るため1970年（昭和45年）に財団法人奥村不老園となり今日に至っている。なお、甲府市街北部を東西に結ぶ県道（山の手通り）建設の際、当初は不老園を含む小さな尾根を切通しで通過する計画であったが、景観保全の観点からトンネル構造に変更された。現在、不老園の真下を貫く酒折トンネルは全長160メートルしかなく、山岳県特有の長大トンネルが多い山梨県の中では非常に短いトンネルであるが、このような経緯によるものである。

## 所在地
- 山梨県甲府市酒折三丁目4-3

## アクセス
- JR中央本線酒折駅より徒歩5分
- 山梨交通・富士急行路線バス、酒折宮入口バス停より徒歩7分

## 開園期間等
- 開園期間：例年、2月1日～3月下旬
- 営業時間：9：00～17：00（入園受付は16：30まで）